# Путини (Бакау)
Путини (рум. Putini) насеље је у Румунији у округу Бакау у општини Ракитоаса. Oпштина се налази на надморској висини од 256 m.

## Становништво
Према подацима из 2002. године у насељу је живело 190 становника, од којих су сви румунске националности.